# Алилов, Осман Омарович
Осман Омарович Алилов (31 октября 1987, Махачкала, Дагестанская АССР, РСФСР, СССР) — российский спортсмен, специализируется по карате кумите, призёр чемпионата Европы. Мастер спорта России международного класса.

## Спортивная карьера
Спортивную карьеру начал в 1997 году в Махачкале под руководством тренера Омара Муртазалиева. В 2003 году стал чемпионом России среди кадетов. В октябре 2007 года стал бронзовым призёром чемпионата мира по карате WKF среди кадетов и юниоров в Стамбуле. В 2011 в 2012 и 2013 годах становился чемпионом России, в 2012 году одолев в финале Мурада Гаджиева. В 2014 году стал чемпионом Европы среди регионов. В ноябре 2018 года на чемпионате России в Каспийске стал бронзовым призёром.

## Результаты на международных соревнованиях
- Чемпионат России среди кадетов и юниоров 2003 - ;
- Чемпионат мира среди юниоров 2007 — ;
- Открытый чемпионат Германии по карате — ;
- Чемпионат России по карате 2008 (WKF)-
- Чемпионат Европы по карате 2008 (команда) — ;
- Чемпионат Европы по карате 2011 — 7;
- Чемпионат России по карате 2011 (WKF) — ;
- Чемпионат России по карате 2012 (WKF) — ;
- Чемпионат России по карате 2013 (WKF) -
- Чемпионат Европы по карате 2013 — 7;
- Чемпионат Европы по карате среди регионов 2014 — ;
- Чемпионат России по карате 2018 — ;

## Личная жизнь
В 2003 году окончил школу № 2 Махачкалы. В 2008 году окончил Дагестанский государственный технический университет.